# Coupe du Liechtenstein de football 2003-2004
Navigation
Édition précédente Édition suivante
La coupe du Liechtenstein 2003-2004 de football est la 59e édition de la Coupe nationale de football, la seule compétition nationale du pays en l'absence de championnat.
Elle se dispute du 23 septembre 2003 au 25 mai 2004, avec la finale disputée entre le FC Vaduz, tenant du titre depuis 1998, et le FC Balzers.
Les 7 équipes premières du pays ainsi que plusieurs équipes réserves de ces clubs, soit au total 19 formations, prennent part à la compétition.
Le FC Vaduz conserve le trophée en battant le FC Balzers en finale sur le score de 5 buts à 0. Il s'agit du 33e titre de l'histoire du club dans la compétition. Grâce à ce succès, le club assure sa participation à la prochaine édition de la Coupe UEFA.

## Tour préliminaire
| Équipe 1             | Résultat | Équipe 2              |
| -------------------- | -------- | --------------------- |
| FC Vaduz III         | 0 - 1    | FC Triesen II         |
| USV Eschen/Mauren IV | 4 - 6    | FC Schaan II          |
| FC Triesen III       | 3 - 4    | USV Eschen/Mauren III |

## Huitièmes de finale
| Équipe 1          | Résultat | Équipe 2              |
| ----------------- | -------- | --------------------- |
| FC Schaan II      | 0 - 11   | FC Vaduz              |
| FC Ruggell        | 2 - 4    | USV Eschen/Mauren II  |
| FC Balzers II     | 0 - 1    | FC Triesen            |
| FC Ruggell II     | 1 - 5    | USV Eschen/Mauren     |
| FC Schaan Azzurri | 2 - 5    | FC Triesenberg        |
| FC Triesenberg II | 3 - 2    | FC Schaan             |
| FC Triesen II     | 3 - 2    | USV Eschen/Mauren III |
| FC Vaduz II       | 0 - 1    | FC Balzers            |

## Quarts de finale
| Équipe 1             | Résultat | Équipe 2          |
| -------------------- | -------- | ----------------- |
| USV Eschen/Mauren II | 2 - 3    | FC Balzers        |
| FC Triesen II        | 1 - 2    | FC Triesenberg    |
| FC Triesenberg II    | 0 - 11   | USV Eschen/Mauren |
| FC Triesen           | 0 - 9    | FC Vaduz          |

## Demi-finales
| Équipe 1          | Résultat | Équipe 2   |
| ----------------- | -------- | ---------- |
| FC Triesenberg    | 1 - 2 ap | FC Balzers |
| USV Eschen/Mauren | 2 - 5    | FC Vaduz   |

## Finale
| 25 mai 2004 | FC Vaduz                                                           | 5 - 0 | FC Balzers | Rheinpark Stadion, Vaduz                |                                         |
|             | M. Polverino 30e · D. Polverino 31e, 79e · Pérez 45e · Gohouri 73e |       |            | Spectateurs : 700 Arbitrage : Reto Rutz | Spectateurs : 700 Arbitrage : Reto Rutz |

- Le FC Vaduz se qualifie pour la Coupe UEFA 2004-2005.